# Токовое (Синельниковский район)
Токовое (укр. Токове) — село,
Лубянский сельский совет,
Синельниковский район,
Днепропетровская область,
Украина.
Код КОАТУУ — 1224883005. Население по переписи 2001 года составляло 117 человек.

## Географическое положение
Село Токовое находится на правом берегу реки Нижняя Терса,
выше по течению на расстоянии в 0,5 км расположено село Цыгановка,
ниже по течению примыкает село Ясное.